# Молитовна вежа

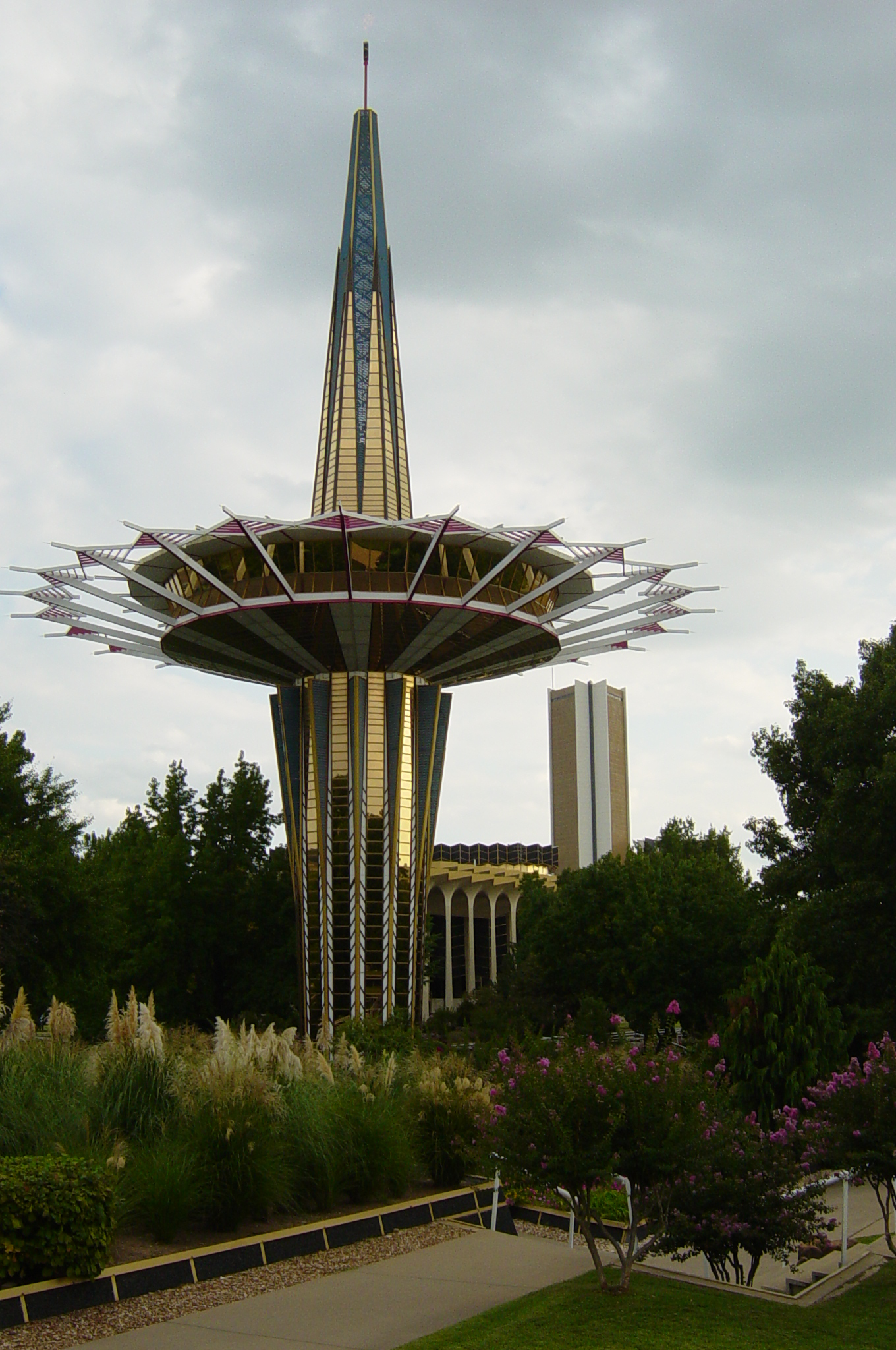
Молитовна вежа в університетському містечку Університету Орала Робертса (на піку вежі можна розгледіти газовий вічний вогонь)

Молитовна вежа (Prayer Tower) — вежа, розташована в кампусі Університету Орала Робертса в місті Талса, штат Оклахома. Конструкцію заввишки 200 футів (60,9 м) з скла і сталі, спроєктував архітектор міста Талса Френк Уоллес в стилі пізнього Гугі, її відкрили в 1967 році. Закритий оглядовий майданчик забезпечує 360-градусний огляд околиць і дозволяє здійснювати візуальну екскурсію по кампусу Університету. Знизу вежу оточують ландшафтні меморіальні сади Ральфа Л. Ріса. Вежа є популярною місцевою туристичною пам'яткою.
Університет Орала Робертса був заснований прихильниками руху харизматичного християнства. Згідно з інформацією в рекламній брошурі університету, форма вежі насичена християнською символікою. Молитовна вежа розташована в центрі кампусу, щоб символізувати центральну роль молитви в задачах університету. Дизайн виглядає як хрест з горизонтальної перспективи, а з повітря нагадує зірку Давида. Спіральні сходи вежі символізують відносини з Богом. Решітка, яка оточує оглядовий майданчик, як повідомляється, виготовлена частково з стандартної білої труби з ПВХ (з оригінальним маркуванням специфікацій, яке все ще можна розрізнити) і є алюзією на терновий вінець, який Ісус носив на хресті, з червоним забарвленням, що символізує кров, пролиту Христом при страті.
На зовнішній вигляд вежі вплинула вежа «Космічна голка» в Сіетлі, а палітра з білого, золотистого і чорного кольору створили образ розкоші. На вершині вежі горить вічний вогонь, який символізує хрещення Святим Духом.